# بی۲ام
بی۲ام (به انگلیسی: Mitsubishi_B2M) یک هواگرد از نوع هواگرد اژدرافکن ساخت شرکت Mitsubishi است. هواگرد بی۲ام نخستین پروازش را در ۲۸ دسامبر ۱۹۲۹ میلادی انجام داد. این هواگرد در سال ۱۹۳۲ میلادی رسماً معرفی گردید. در مجموع، تعداد ۲۰۶ فروند از این هواگرد ساخته شده‌است.